# Phare de Penedo de Saudade
Le phare de Penedo de Saudade est un phare situé dans la freguesia de São Pedro de Moel de la municipalité de Marinha Grande, dans le district de Leiria (Région Centre du Portugal).
Il est géré par l'autorité maritime nationale du Portugal à Oeiras (Grand Lisbonne).

## Histoire
Le phare de Penedo de Saudade, mis en service en 1912, se compose d'une tour carrée en granit, avec galerie et lanterne, attachée au bâtiment de gardien en brique de 2 étages. La station de signalisation, qui est situé à 800 m environ au nord de São Pedro de Moel, a été entièrement rénovée entre 1997-98. Ce phare a été placé, par commodité, entre le phare du cap Mondego et le phare de Berlenga. Doté d'une lentille de Fresnel de 3e ordre, qui a remplacé la première et qui a été transféré au phare du cap Mondego, il émet un groupe de deux éclats blancs, toutes les 5 secondes, visible jusqu'à 54 km. Le phare est visitable épisodiquement.
Identifiant : ARLHS : POR034 ; PT-117 - Amirauté : D2072 - NGA : 3312.
|                   |
| Penedo de Saudade |

|          |
| Le phare |

### Lien connexe
- Liste des phares du Portugal